# برت تی. کامبز

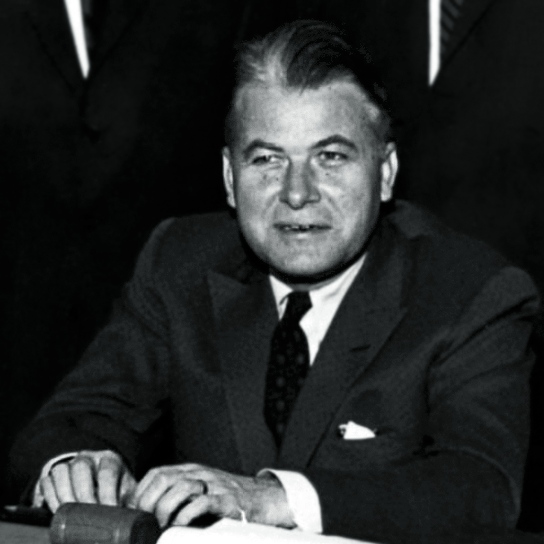
برت تی

برت تی. کامبز (انگلیسی: Bert T. Combs; ۱۳ اوت ۱۹۱۱ – ۴ دسامبر ۱۹۹۱) یک سیاست‌مدار اهل ایالات متحده آمریکا بود.